# Brandgasexplosion
Brandgasexplosion är ett fenomen som i första hand kan uppstå om brandgaser från en ventilationskontrollerad brand når ett angränsande utrymme där de oförbrända brandgaserna blandas väl med luft så att en brännbar gasblandning erhålls. För att en brandgasexplosion ska kunna ske krävs dessutom att någon form av tändkälla, exempelvis en gnista från en elektrisk utrustning, finns närvarande. Om antändning sker blir tryckökningen väldigt kraftig. En brandgasexplosion sker vanligen inte i själva brandrummet.  